# Saprosma longicalyx
Saprosma longicalyx är en måreväxtart som beskrevs av William Grant Craib. Saprosma longicalyx ingår i släktet Saprosma och familjen måreväxter.
Artens utbredningsområde är Thailand. Inga underarter finns listade i Catalogue of Life.